# Melitta (Heilige)

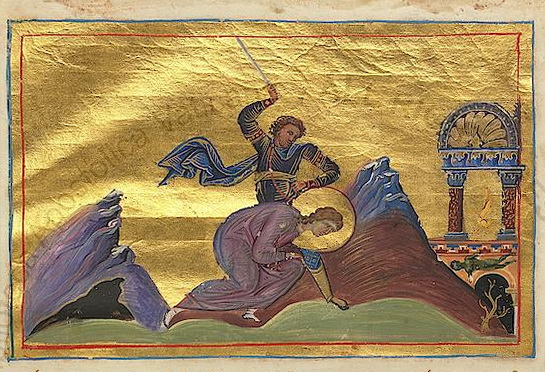
Darstellung des Martyriums im Menologion Basileios’ II.

Melitta (auch Melissa, Melitina oder Mela) († um 150 in Marcianopolis, heute Weliki Preslaw in Bulgarien) war eine Christin. Sie wird als Märtyrerin und Heilige verehrt.
Der Legende nach soll Melitta durch ihr Gebet Götzenbilder zum Einsturz gebracht haben. Sie soll unter Kaiser Antoninus Pius durch den Statthalter Antiochus gefangen genommen und gefoltert worden sein und habe schließlich den Märtyrertod durch Enthauptung erlitten.
Gedenktag der Heiligen ist der 15. September. Ihre Reliquien werden auf der griechischen Insel Lemnos verehrt.